# タルハニ存哉
伊神 タルハニ 存哉（いがみ たるはに ありや、2003年2月24日 - ）は、東京都出身のサッカー選手。ポジションはMF。

## クラブ歴
2013年に柏レイソルU-11からRCDエスパニョールの下部組織に移籍し、同クラブで10番を背負った事で大きな話題となった。翌年のオスポルトトーナメントでは大会得点王及びMVPに輝いた。その後、UEコルネジャの下部組織に移籍した。2022年にCFバダロナU-19に移籍するも、翌年に無所属となった。
2023年12月18日にシンガポールプレミアリーグ所属のアルビレックス新潟シンガポールへの加入が発表された。翌年5月4日のシンガポール・チャリティーシールドで先発出場して選手初出場を記録した。
2024年12月28日、BGタンピネス・ローバースFCへ期限付き移籍が発表された。2025年6月14日、期限付き移籍期間満了に伴いタンピネスを退団することが発表された。

## 代表歴
U-15代表として中国遠征に参加した経歴がある。